# 簡余晏
簡余晏（1967年2月5日—），中華民國政治人物，民主進步黨籍，臺灣南投縣人，成長於臺北市，記者出身、具傳播專業，現任台灣觀光協會會長，曾任臺北市政府觀光傳播局局長、臺北市政府廉政透明委員會委員及臺北市議會議員。

## 早年
簡余晏先後畢業於臺北市信義區三興國小、仁愛國中、北一女中，之後考入政治大學新聞系，取得學士、碩士學位。曾擔任東森新聞報副主任、中國時報記者、聯合晚報記者，該時期常上趙少康所主持的政論節目，後加入台灣團結聯盟。

## 從政

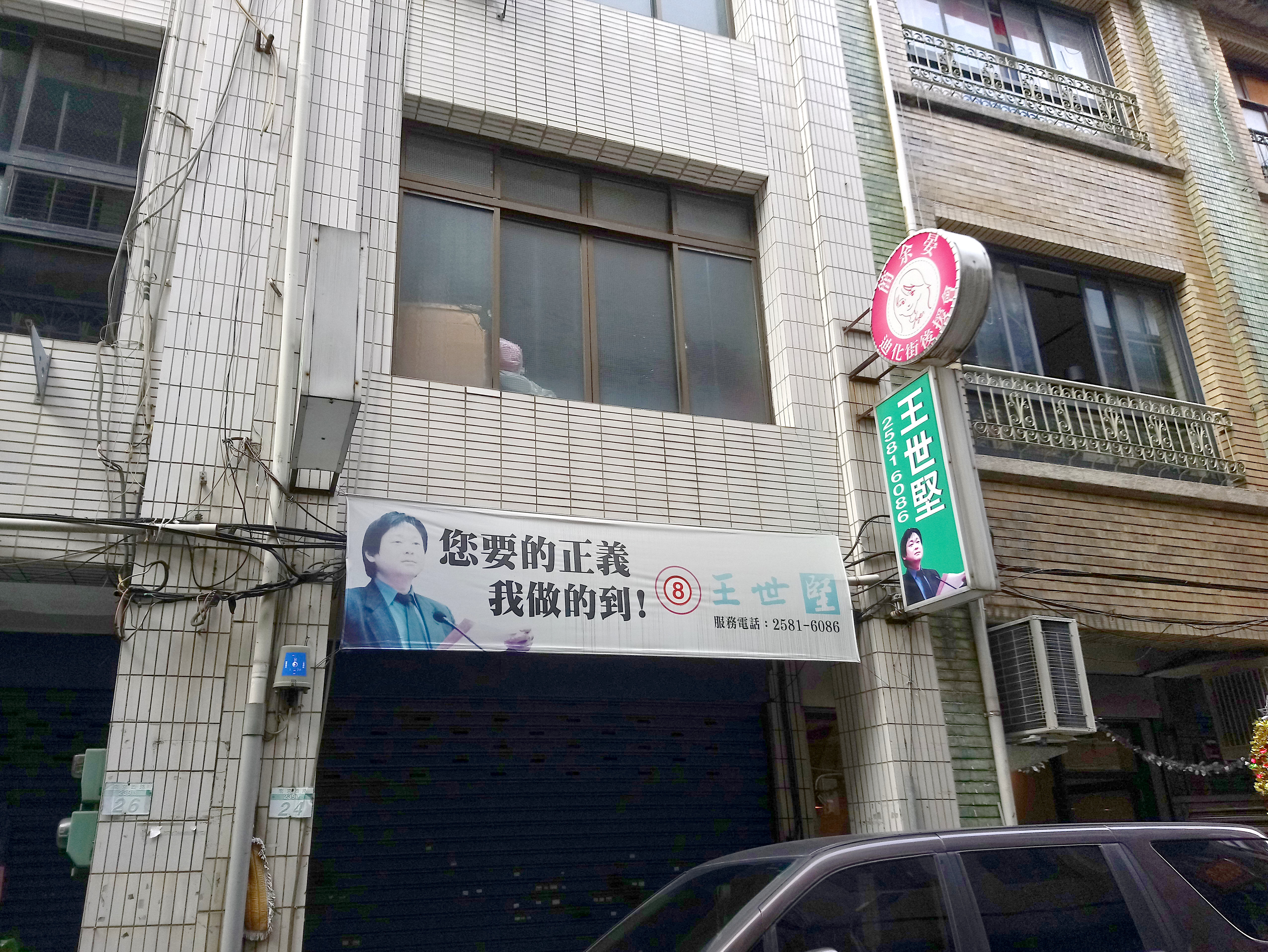
南京西路239巷王世堅服務處暨簡余晏迪化街後援會。

### 台聯
2006年代表台灣團結聯盟（台聯）參選台北市議員，並於該年的台北市議員選舉中，與陳建銘為台聯拿到首次的台北市議會席次。2007年11月8日，台聯的政策路線引起爭議，簡余晏與陳建銘均退黨，而成為無黨籍議員。

### 民進黨
退出台聯後不久，多位民進黨議員曾邀請簡余晏加入民進黨的市議會黨團運作，或加入民進黨，但簡余晏以「時機不對」多次婉拒，直到2008年2月27日方才加入民進黨。
2010年的直轄市議員選舉中，以民進黨黨員的身份再度參選台北市議員並當選。

#### 2012年參選立委
民進黨第八屆台北市中山、松山區立委選舉初選民調完成，初步瞭解在以羅淑蕾為假想敵的對比式民調中，現任市議員簡余晏贏過前任立委郭正亮，代表民進黨對上國民黨現任不分區立委羅淑蕾。
2012年1月14日，簡余晏於中山松山區之立法委員選舉，獲得89,417票，並以29,086票之差輸給中國國民黨提名，轉戰區域立委的羅淑蕾。

#### 2014年九合一大選
2014年，加入時為無黨籍的臺北市市長候選人柯文哲競選團隊成為重要幹部，11月29日開票結果為85萬票比60萬票大幅度比率擊敗國民黨的候選人連勝文。

### 北市府
2014年12月25日，簡余晏擔任臺北市政府觀光傳播局局長一職。任內辦了多項大型活動，包括台北燈節、跨年晚會、河岸音樂季等。2018年1月9日，簡余晏以工作太累為由口頭向柯文哲市長請辭，市長慰留未果，請副市長陳景峻持續慰留。2018年1月16日，卸任。

#### 台灣觀光協會會長
簡余晏約於2022年時擔任台灣觀光協會秘書長，於2024年7月時升任該協會會長。

## 事件與爭議
- 2010年，蘋果日報報導，有海巡署官員靠議員老婆關係獲甲等考績。因簡余晏其夫陳裕興於海巡署任職，兩人認為遭影射，向《蘋果日報》及撰文記者洪哲政求償。但士林地院認為，報導可受公評，兩人名譽未受損，判兩人敗訴。經上訴後，蘋果日報在2013年1月3日於網站刊登道歉啟事。[4]雙方達成合解，撤銷上訴，全案終結。

- 2014年7月26日自由時報報導，台北市副市長張金鶚表示將要求警察局研議以台北市兩萬五千支監視器進行科技執法、取締重大交通違規，時任台北市市議員的簡余晏痛批郝龍斌的台北市政府違反承諾，想讓台灣淪為警察國家，並指出依法監視錄影畫面只能用來取締違法，不能用來取締行政違規，這是憲法層次的人權問題，市府不能濫權違法。

## 選舉紀錄
| 2012年臺北市第三選舉區立法委員選舉結果 | 2012年臺北市第三選舉區立法委員選舉結果 | 2012年臺北市第三選舉區立法委員選舉結果 | 2012年臺北市第三選舉區立法委員選舉結果 | 2012年臺北市第三選舉區立法委員選舉結果 | 2012年臺北市第三選舉區立法委員選舉結果 | 2012年臺北市第三選舉區立法委員選舉結果 |
| 號次                                   | 候選人                                 | 政黨                                   | 得票數                                 | 得票率                                 | 當選標記                               |                                        |
| -------------------------------------- | -------------------------------------- | -------------------------------------- | -------------------------------------- | -------------------------------------- | -------------------------------------- | -------------------------------------- |
| 1                                      | 簡余晏                                 | 民主進步黨                             | 89,417                                 | 42.31%                                 |                                        |                                        |
| 2                                      | 楊長燕                                 | 台灣國民會議                           | 3,423                                  | 1.62%                                  |                                        |                                        |
| 3                                      | 羅淑蕾                                 | 中國國民黨                             | 118,503                                | 56.07%                                 |                                        |                                        |
| 選舉人數                               | 選舉人數                               | 選舉人數                               | 280,311                                | 280,311                                | 280,311                                |                                        |
| 投票數                                 | 投票數                                 | 投票數                                 | 214,244                                | 214,244                                | 214,244                                |                                        |
| 有效票                                 | 有效票                                 | 有效票                                 | 211,343                                | 211,343                                | 211,343                                |                                        |
| 無效票                                 | 無效票                                 | 無效票                                 | 2,901                                  | 2,901                                  | 2,901                                  |                                        |
| 投票率                                 | 投票率                                 | 投票率                                 | 76.43%                                 | 76.43%                                 | 76.43%                                 |                                        |

## 外部連結
- 簡余晏部落格 （页面存档备份，存于）
- 簡余晏的Facebook專頁
- 簡余晏的Instagram帳戶
- 簡余晏 (yuyenchien)的Plurk專頁
- YouTube上的簡余晏頻道